# Sierra McClain
Sierra Aylina McClain (Decatur, 16 marzo 1994) è un'attrice e cantante statunitense.

## Biografia
Nata a Decatur, nello stato della Georgia, è sorella maggiore delle attrici China Anne McClain e Lauryn McClean. Suo padre Michael è un produttore musicale.
È di fede cristiana.

## Carriera

### Cinema
È conosciuta per aver interpretato Grace Ryder nelle prime 4 stagioni di 9-1-1: Lone Star. Inoltre, ha interpretato il ruolo di Tanya Clifton nella seconda stagione di Mindhunter.

### Musica
Con le sorelle, è stata membro del gruppo McClain Sisters, gruppo che nel 2012 ha firmato un contratto con la Hollywood Records. Il gruppo ha successivamente cambiato nome in Thrii.

## Filmografia parziale

### Cinema
- Daddy's Little Girls, regia di Tyler Perry (2007)
- Shrink, regia di Jonas Pate (2009)

### Televisione
- A.N.T. Farm - Accademia nuovi talenti (A.N.T. Farm) - serie TV, episodio 2x16 (2012)
- Empire - serie TV, 18 episodi (2016-2018)
- Mindhunter - serie TV, 4 episodi (2019)
- 9-1-1: Lone Star - serie TV, 60 episodi (2020-2023)

## Doppiatrici italiane
Nelle versioni in italiano delle opere in cui ha recitato, Sierra McClain è stata doppiata da:
- Perla Liberatori in A.N.T. Farm - Accademia nuovi talenti
- Erica Necci in Empire
- Guendalina Ward in Mindhunter
- Benedetta Degli Innocenti in 9-1-1: Lone Star